# Heinrich Heß (Baurat)

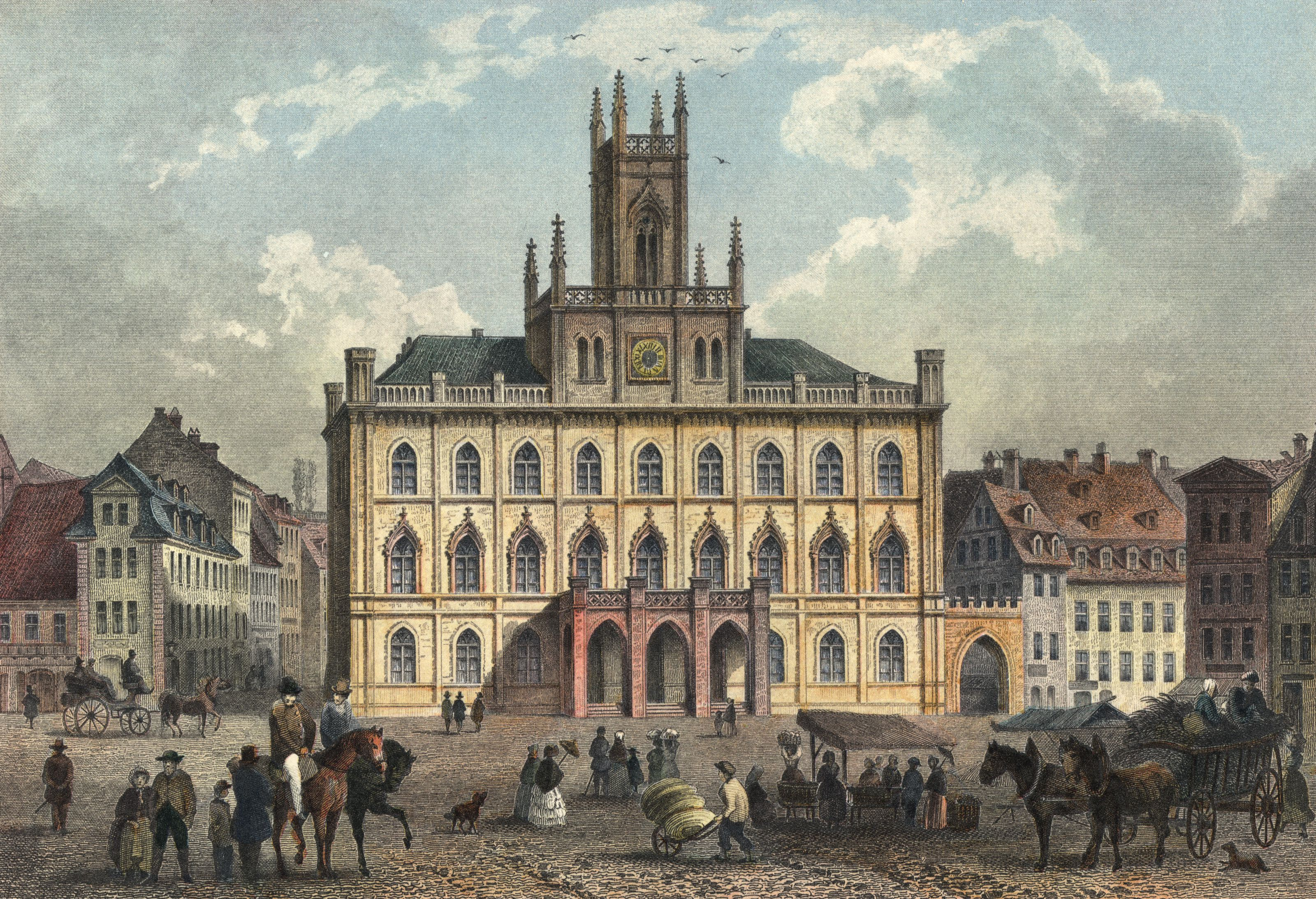
Weimarer Rathaus um 1850

Heinrich Heß (geb. 28. Juni 1794 in Coburg; gest. 23. August 1865 in Naumburg) war sächsisch-weimarischer Architekt und Baurat.

## Leben und Werk
Heß studierte in Jena und Heidelberg Cameralwissenschaften und Architektur sowie Wasser- und Wegebau. Im Jahre 1817 wurde er als Baukondukteur eingestellt und unternahm anschließend eine Studienreise nach Frankreich und Italien, wobei ihm seine Besoldung in Abwesenheit gewährt wurde. Baurat wurde Heß 1841 und nach dem Tod Clemens Wenzeslaus Coudrays 1845 für zwei Jahre kommissarischer Leiter der Oberbaubehörde. Er fungierte als Gutachter und nahm so Einfluss auf die klassizistischen Entwürfe von Wohnbauten.
Heß erhielt den Zuschlag für den dreigeschossigen Neubau und einem gestuften mittleren Turmaufsatz sowie einen Balkonvorbau im Erdgeschoss des Rathauses Weimar. Von dem abgebrannten Vorgängerbau waren lediglich das Stadtwappen und zwei steinerne Portale erhalten geblieben, die in das heutige Rathaus eingebaut wurden. Heß war unter Clemens Wenzeslaus Coudray und Ferdinand Streichhan in Sachsen-Weimarischen Diensten in der Oberbaubehörde. Nach Coudray's Tod 1845 war Heß deren kommissarischer Leiter bis zu Streichhans Amtsantritt 1848. bis zu Seine sonstigen Gebäude wurden zum großen Teil im Zweiten Weltkrieg zerstört.
Im Unterschied zu Coudray folgte er nicht mehr allein der klassizistischen Formensprache, sondern ließ neogotische, maurische und byzantinische Elemente in seine Entwürfe einfließen.

## Werke (Auswahl)
- 1837 Heinrich-Heine-Straße 2
- Wiederaufbau des Weimarer Rathauses 1837–1841
- 1844–1847 Schlosskapelle des Westflügels des Weimarer Stadtschlosses, nach Ostern 2023 wieder zugänglich
- Logenhaus der Anna Amalia zu den drei Rosen, zerstört
- Doppelhaus in der Steubenstraße 18/20 1837–1840
- Häuserzeile in der Steubenstraße 2/8 1827, zerstört
- Messhaus in der Steubenstraße 1 1837, heute Stadtbücherei[4][5]
- Schillerstraße 1/5 1837